# Папуа — Новая Гвинея на летних Олимпийских играх 1988
Папуа — Новая Гвинея принимала участие в Летних Олимпийских играх 1988 года в Сеуле (Корея) в третий раз за свою историю, но не завоевала ни одной медали. Сборную страны представляло 11 спортсменов (в том числе - 2 женщины), принимавшие участие в соревнованиях по боксу, лёгкой атлетике, парусному спорту и тяжёлой атлетике.

## Бокс
Спортсменов — 2
| Спортсмен        | Категория | 1/32 финала             | 1/16 финала          | 1/8 финала           | 1/4 финала           | Полуфинал            | Финал                |
| Спортсмен        | Категория | Соперник и результат    | Соперник и результат | Соперник и результат | Соперник и результат | Соперник и результат | Соперник и результат |
| ---------------- | --------- | ----------------------- | -------------------- | -------------------- | -------------------- | -------------------- | -------------------- |
| Вашингтон Баниан | 48 кг     | -                       | Роберт Олсон Пор КО  | Не прошёл            | Не прошёл            | Не прошёл            | Не прошёл            |
| Джонас Баде      | 63,5 кг   | Ануму Агуйяр Пор дискв. | Не прошёл            | Не прошёл            | Не прошёл            | Не прошёл            | Не прошёл            |

## Лёгкая атлетика
Спортсменов — 6
Мужчины
| Спортсмен    | Вид     | Забег     | Забег | Четвертьфинал | Четвертьфинал | Полуфинал | Полуфинал | Финал     | Финал     |
| Спортсмен    | Вид     | Результат | Место | Результат     | Место         | Результат | Место     | Результат | Место     |
| ------------ | ------- | --------- | ----- | ------------- | ------------- | --------- | --------- | --------- | --------- |
| Джон Хоу     | 100м    | 10,96     | 7     | Не прошёл     | Не прошёл     | Не прошёл | Не прошёл | Не прошёл | Не прошёл |
| Такале Туна  | 200м    | 21,95     | 7     | Не прошёл     | Не прошёл     | Не прошёл | Не прошёл | Не прошёл | Не прошёл |
| Такале Туна  | 400м    | 47,87     | 3     | 47,48         | 8             | Не прошёл | Не прошёл | Не прошёл | Не прошёл |
| Джон Сигурия | 800м    | 1.56,12   | 8     | Не прошёл     | Не прошёл     | Не прошёл | Не прошёл | Не прошёл | Не прошёл |
| Джон Сигурия | 1500м   | 4.07,04   | 15    | Не прошёл     | Не прошёл     | Не прошёл | Не прошёл | Не прошёл | Не прошёл |
| Аарон Дупнай | 10000м  | 32.50,63  | 20    | Не прошёл     | Не прошёл     | Не прошёл | Не прошёл | Не прошёл | Не прошёл |
| Аарон Дупнай | Марафон |           |       |               |               |           |           | 2:41.57   | 75        |

Женщины
| Спортсмен       | Вид       | Забег           | Забег | Полуфинал | Полуфинал | Финал     | Финал     |
| Спортсмен       | Вид       | Результат       | Место | Результат | Место     | Результат | Место     |
| --------------- | --------- | --------------- | ----- | --------- | --------- | --------- | --------- |
| Полони Авек     | 1500м     | 4.46,49         | 14    | Не прошла | Не прошла | Не прошла | Не прошла |
| Полони Авек     | 3000м     | Не финишировала | -     | Не прошла | Не прошла | Не прошла | Не прошла |
| Иаммогапи Лауна | Семиборье |                 |       |           |           | 4566      | 25        |

## Парусный спорт
Спортсменов — 1
Мужчины
| Спортсмен   | Класс          | Гонка | Гонка | Гонка | Гонка | Гонка | Гонка | Гонка | Результат | Место |
| Спортсмен   | Класс          | 1     | 2     | 3     | 4     | 5     | 6     | 7     | Результат | Место |
| ----------- | -------------- | ----- | ----- | ----- | ----- | ----- | ----- | ----- | --------- | ----- |
| Грехэм Нума | Парусная доска | dnf   | 39    | 42    | pms   | pms   | dnf   | dns   | 301       | 44    |

## Тяжёлая атлетика
Спортсменов — 2
| Спортсмен     | Категория | Масса | Рывок | Рывок | Рывок | Толчок | Толчок | Толчок | Всего | Место |
| Спортсмен     | Категория | Масса | 1     | 2     | 3     | 1      | 2      | 3      | Всего | Место |
| ------------- | --------- | ----- | ----- | ----- | ----- | ------ | ------ | ------ | ----- | ----- |
| Пенье Малаиби | 67,5 кг   | 66,95 | 90    | 102.5 | 105   | 115    | 125    | 125    | 230   | 19    |
| Роджер Токен  | 75 кг     | 74,65 | 100   | 100   | 110   | 140    | 145    | 145    | 255   | 16    |